# يلينا إيفزيتش
يلينا إيفزيتش (بالكرواتية: Jelena Ivezić) مواليد 17 مارس 1984 في سلافونسكي برود، جمهورية يوغوسلافيا الاشتراكية الاتحادية، هي لاعبة كرة سلة كرواتية. بدأت مسيرتها الاحترافية في سنة 2000. مثلت منتخب بلادها. شاركت في دورة الألعاب الأولمبية الصيفية سنة 2012. حققت المركز الثالث في ألعاب البحر الأبيض المتوسط 2009.

## المسيرة الاحترافية
لعبت مع كرواتيا 2006 زغرب من سنة 2000 إلى 2006، ثم لعبت مع نادي بارتيزان لكرة السلة للسيدات في موسم 2006–2007، ثم لعبت مع نادي غوسبيتش لكرة السلة للسيدات من سنة 2008 إلى 2012، ثم لعبت مع نادي نوفي زغرب لكرة السلة في موسم 2013–2014.

## الميداليات
| الميدالية | المسابقة                        |
| --------- | ------------------------------- |
| برونزية   | ألعاب البحر الأبيض المتوسط 2009 |

## روابط خارجية
- يلينا إيفزيتش على موقع الاتحاد الدولي لكرة السلة (الإنجليزية)
- يلينا إيفزيتش على موقع كرة السلة الأوروبية.كوم (الإنجليزية)
- يلينا إيفزيتش على موقع بروبوليرز (الإنجليزية)
- يلينا إيفزيتش على موقع سبورتس رفرنس (الإنجليزية)
- يلينا إيفزيتش على موقع أوليمبيديا (الإنجليزية)